# Sarcolobus vittatus
Sarcolobus vittatus är en oleanderväxtart som beskrevs av P.I. Forster. Sarcolobus vittatus ingår i släktet Sarcolobus och familjen oleanderväxter. Inga underarter finns listade i Catalogue of Life.